# Lacul Jijila
Lacul Jijila este situat în nord-vestul Dobrogei pe cursul inferior al Jijilei, în nord-vestul depresiunii cu același nume între Dealurile Bugeacului si Dealul Orliga. Lacul este parțial desecat.
Între el și fostul lac Crapina se găseau în trecut câteva gârle (Ciulinețu, Lățimea, Gârla Mare) prin care se făcea alimentarea cu apă.
Pe malurile lacului se află satul Jijila din comuna omonimă.